# ایتپتینگا
ایتپتینگا (به پرتغالی: Itapetinga) یک منطقهٔ مسکونی در برزیل است که در باهیا واقع شده‌است. ایتپتینگا ۷۶٬۷۹۵ نفر جمعیت دارد.